# Gianluca Gaetano
Gianluca Gaetano (Cimitile, 5 maggio 2000) è un calciatore italiano, centrocampista del Cagliari.

## Caratteristiche tecniche
Nato trequartista, può essere schierato anche come mezzala o regista di centrocampo. Dotato tecnicamente, fa del dribbling, del tiro dalla distanza e degli inserimenti i suoi punti di forza. Ha dichiarato di ispirarsi a Marek Hamšík.

## Carriera

### Club

#### Gli inizi
Entra nel settore giovanile del Napoli nel 2011. Il 13 gennaio 2019 esordisce in prima squadra contro il Sassuolo in Coppa Italia, subentrando al 90' al posto di Milik. Esordisce in Serie A il 12 maggio nella trasferta vinta 2-1 contro la SPAL, sostituendo Callejón nei minuti di recupero. Il 10 dicembre 2019 esordisce in UEFA Champions League in Napoli-Genk (4-0), gara che sancisce il passaggio dei partenopei agli ottavi, subentrando al 72' al posto di Zieliński.

#### Prestito alla Cremonese
Il 21 gennaio 2020 passa a titolo temporaneo alla Cremonese, in Serie B. Esordisce con i grigiorossi quattro giorni dopo contro la Virtus Entella, subentrando all'83' al posto di Antonio Piccolo. Il 16 febbraio segna il suo primo gol tra i professionisti contro il Trapani (5-0), mettendo a referto anche un assist. Termina il prestito con 15 presenze e 3 reti, tra cui una doppietta all'ultima giornata contro il Pordenone (2-2). Il 18 settembre 2020 le due società si accordano per il rinnovo annuale del prestito. Conclude la stagione 2020-2021 con 7 reti in 36 presenze complessive.
Dopo aver giocato con gli azzurri le prime due partite di campionato contro Venezia e Genoa, il 31 agosto 2021 viene nuovamente ceduto in prestito alla Cremonese. Perno centrale della formazione allenata da Fabio Pecchia, termina l'annata con 7 reti in 35 partite, contribuendo al secondo posto finale che vale, di fatto, la promozione dei grigiorossi in Serie A.

#### Napoli
Nell'estate del 2022 torna a Napoli, venendo aggregato all'organico del tecnico Luciano Spalletti. Il 4 maggio 2023, in virtù del pareggio degli azzurri sul campo dell'Udinese (1-1), si aggiudica il primo scudetto della sua carriera. Il 21 maggio mette a segno il suo primo gol con la maglia azzurra, oltre che il primo in massima serie, chiudendo sul risultato di 3-1 il match casalingo contro l'Inter, valido per la 36ª giornata di campionato.

#### Prestito al Cagliari
Il 1º febbraio 2024 si trasferisce al Cagliari in prestito secco. Dopo quattro giorni, esordisce con i sardi nella sconfitta per 4-0 in casa della Roma, subentrando nella ripresa a Matteo Prati. Segna il suo primo gol con la nuova maglia il 10 febbraio seguente, nella sconfitta casalinga per 1-3 contro la Lazio. Al termine della stagione, fa ritorno in Campania, dove inizia la nuova stagione con il Napoli, venendo convocato per la seconda giornata di campionato.
Il 30 agosto 2024, nell'ultimo giorno di mercato, viene ufficializzato il ritorno in prestito per un'ulteriore stagione al Cagliari, ma stavolta con la formula del diritto di riscatto, fissato a 6 milioni di euro e convertibile in obbligo in caso di salvezza del club al termine del campionato; contestualmente, sottoscrive un accordo quinquennale valido fino al 30 giugno 2029.

### Nazionale
Dopo aver rappresentato l'Italia in tutte le formazioni giovanili (dall'Under-15 all'Under-20), il 18 marzo 2022 viene convocato per la prima volta in nazionale Under-21 dal CT Paolo Nicolato, debuttando sette giorni dopo nella partita contro i pari età del Montenegro, valida per le qualificazioni al campionato europeo 2023. Il suo primo gol lo segna invece il 6 giugno seguente, in occasione del match contro il Lussemburgo, terminato 3-0 in favore dell'Italia.

## Statistiche

### Presenze e reti nei club
Statistiche aggiornate al 1º luglio 2025.
| Stagione         | Squadra          | Campionato       | Campionato | Campionato | Coppe nazionali | Coppe nazionali | Coppe nazionali | Coppe continentali | Coppe continentali | Coppe continentali | Altre coppe | Altre coppe | Altre coppe | Totale | Totale |
| Stagione         | Squadra          | Comp             | Pres       | Reti       | Comp            | Pres            | Reti            | Comp               | Pres               | Reti               | Comp        | Pres        | Reti        | Pres   | Reti   |
| ---------------- | ---------------- | ---------------- | ---------- | ---------- | --------------- | --------------- | --------------- | ------------------ | ------------------ | ------------------ | ----------- | ----------- | ----------- | ------ | ------ |
| 2018-2019        | Napoli           | A                | 2          | 0          | CI              | 1               | 0               | UEL                | 0                  | 0                  | -           | -           | -           | 3      | 0      |
| 2019-gen. 2020   | Napoli           | A                | 0          | 0          | CI              | 0               | 0               | UCL                | 1                  | 0                  | -           | -           | -           | 1      | 0      |
| gen.-ago. 2020   | Cremonese        | B                | 15         | 3          | CI              | -               | -               | -                  | -                  | -                  | -           | -           | -           | 15     | 3      |
| 2020-2021        | Cremonese        | B                | 34         | 5          | CI              | 2               | 2               | -                  | -                  | -                  | -           | -           | -           | 36     | 7      |
| ago. 2021        | Napoli           | A                | 2          | 0          | CI              | 0               | 0               | UEL                | 0                  | 0                  | -           | -           | -           | 2      | 0      |
| ago. 2021-2022   | Cremonese        | B                | 35         | 7          | CI              | -               | -               | -                  | -                  | -                  | -           | -           | -           | 35     | 7      |
| Totale Cremonese | Totale Cremonese | Totale Cremonese | 84         | 15         |                 | 2               | 2               |                    | -                  | -                  |             | -           | -           | 86     | 17     |
| 2022-2023        | Napoli           | A                | 8          | 1          | CI              | 1               | 0               | UCL                | 3                  | 0                  | -           | -           | -           | 12     | 1      |
| 2023-feb. 2024   | Napoli           | A                | 9          | 1          | CI              | 1               | 0               | UCL                | 1                  | 0                  | SI          | 2           | 0           | 13     | 1      |
| Totale Napoli    | Totale Napoli    | Totale Napoli    | 21         | 2          |                 | 3               | 0               |                    | 5                  | 0                  |             | 2           | 0           | 31     | 2      |
| feb.-giu. 2024   | Cagliari         | A                | 11         | 4          | CI              | -               | -               | -                  | -                  | -                  | -           | -           | -           | 11     | 4      |
| 2024-2025        | Cagliari         | A                | 28         | 2          | CI              | 2               | 0               | -                  | -                  | -                  | -           | -           | -           | 30     | 2      |
| 2025-2026        | Cagliari         | A                | -          | -          | CI              | -               | -               | -                  | -                  | -                  | -           | -           | -           | -      | -      |
| Totale Cagliari  | Totale Cagliari  | Totale Cagliari  | 39         | 6          |                 | 2               | 0               |                    | -                  | -                  |             | -           | -           | 41     | 6      |
| Totale carriera  | Totale carriera  | Totale carriera  | 144        | 23         |                 | 7               | 2               |                    | 5                  | 0                  |             | 2           | 0           | 158    | 25     |

### Cronologia presenze e reti in nazionale
| Cronologia completa delle presenze e delle reti in nazionale ― Italia under 21 | Cronologia completa delle presenze e delle reti in nazionale ― Italia under 21 | Cronologia completa delle presenze e delle reti in nazionale ― Italia under 21 | Cronologia completa delle presenze e delle reti in nazionale ― Italia under 21 | Cronologia completa delle presenze e delle reti in nazionale ― Italia under 21 | Cronologia completa delle presenze e delle reti in nazionale ― Italia under 21 | Cronologia completa delle presenze e delle reti in nazionale ― Italia under 21 | Cronologia completa delle presenze e delle reti in nazionale ― Italia under 21 |
| Data                                                                           | Città                                                                          | In casa                                                                        | Risultato                                                                      | Ospiti                                                                         | Competizione                                                                   | Reti                                                                           | Note                                                                           |
| ------------------------------------------------------------------------------ | ------------------------------------------------------------------------------ | ------------------------------------------------------------------------------ | ------------------------------------------------------------------------------ | ------------------------------------------------------------------------------ | ------------------------------------------------------------------------------ | ------------------------------------------------------------------------------ | ------------------------------------------------------------------------------ |
| 25-3-2022                                                                      | Podgorica                                                                      | Montenegro under 21                                                            | 1 – 1                                                                          | Italia under 21                                                                | Qual. Europeo Under-21 2023                                                    | -                                                                              | 82’                                                                            |
| 6-6-2022                                                                       | Differdange                                                                    | Lussemburgo under 21                                                           | 0 – 3                                                                          | Italia under 21                                                                | Qual. Europeo Under-21 2023                                                    | 1                                                                              | 79’                                                                            |
| 9-6-2022                                                                       | Helsingborg                                                                    | Svezia under 21                                                                | 1 – 1                                                                          | Italia under 21                                                                | Qual. Europeo Under-21 2023                                                    | -                                                                              | 85’                                                                            |
| Totale                                                                         |                                                                                | Presenze                                                                       | 3                                                                              |                                                                                | Reti                                                                           | 1                                                                              |                                                                                |

| Cronologia completa delle presenze e delle reti in nazionale ― Italia under 20 | Cronologia completa delle presenze e delle reti in nazionale ― Italia under 20 | Cronologia completa delle presenze e delle reti in nazionale ― Italia under 20 | Cronologia completa delle presenze e delle reti in nazionale ― Italia under 20 | Cronologia completa delle presenze e delle reti in nazionale ― Italia under 20 | Cronologia completa delle presenze e delle reti in nazionale ― Italia under 20 | Cronologia completa delle presenze e delle reti in nazionale ― Italia under 20 | Cronologia completa delle presenze e delle reti in nazionale ― Italia under 20 |
| Data                                                                           | Città                                                                          | In casa                                                                        | Risultato                                                                      | Ospiti                                                                         | Competizione                                                                   | Reti                                                                           | Note                                                                           |
| ------------------------------------------------------------------------------ | ------------------------------------------------------------------------------ | ------------------------------------------------------------------------------ | ------------------------------------------------------------------------------ | ------------------------------------------------------------------------------ | ------------------------------------------------------------------------------ | ------------------------------------------------------------------------------ | ------------------------------------------------------------------------------ |
| 5-9-2019                                                                       | Caldiero                                                                       | Italia under 20                                                                | 2 – 0                                                                          | Polonia under 20                                                               | Elite League                                                                   | -                                                                              | 58’                                                                            |
| 9-9-2019                                                                       | Přeštice                                                                       | Rep. Ceca under 20                                                             | 0 – 2                                                                          | Italia under 20                                                                | Elite League                                                                   | 1                                                                              | 60’                                                                            |
| Totale                                                                         |                                                                                | Presenze                                                                       | 2                                                                              |                                                                                | Reti                                                                           | 1                                                                              |                                                                                |

## Palmarès
- Campionato italiano: 1

Napoli: 2022-2023